# ديفيد بورتون
ديفيد بورتون (31 مارس 1888 - 24 يناير 1948) (بالإنجليزية: David Burton)‏ هو لاعب كريكت بريطاني (وحمل سابقاً جنسية المملكة المتحدة لبريطانيا العظمى وأيرلندا).